# 2016年歐洲足球錦標賽資格賽I組

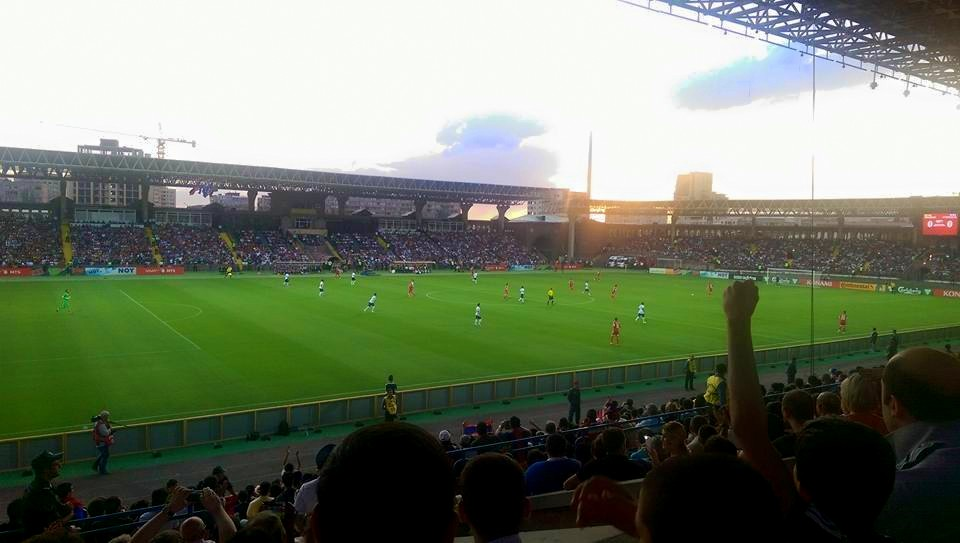
2015年6月13日，亞美尼亞與葡萄牙在葉里溫進行比賽。

2016年歐洲足球錦標賽資格賽I組是2016年歐洲足球錦標賽資格賽9個小組賽中最後1個組別，每隊分別將進行8場賽事，來爭取資格參加2016年歐洲國家盃決賽圈。共有5隊被分配到I組，分別為葡萄牙、丹麥、塞爾維亞、亞美尼亞、阿爾巴尼亞。所有隊伍以循環賽形式，分別在主場及客場互相對抗，每隊需進行8場來決定最終排名。
位於小組排名前2的球隊將直接晉級決賽圈。如果位於小組排名第3，則需與其他小組排名第3的隊伍比較排名，若是排名最高則可直接晉級決賽圈，若非最高則必須參加附加賽來爭取晉級資格。
由於歐洲足球協會聯盟修改條例，所以輪空的隊伍要在輪空時的輪次和地主國法國進行友誼賽，不過這些友誼賽不會計入外圍賽積分榜內。
葡萄牙與阿爾巴尼亞最後佔據小足排名第1與第2，直接獲得決賽圈資格。排名第3的丹麥由於積分與其他組別相比下不是排名最高的，因此必須參加附加賽爭取晉級資格，最後丹麥在附加賽期間輸給瑞典，未能晉級至決賽圈。

## 排名
| 排名 | 隊伍       | 賽 | 勝 | 和 | 負 | 得 | 失 | 差 | 分 | 獲得資格          |     |     |     |     |     |     |
| ---- | ---------- | -- | -- | -- | -- | -- | -- | -- | -- | ----------------- | --- | --- | --- | --- | --- | --- |
| 1    | 葡萄牙     | 8  | 7  | 0  | 1  | 11 | 5  | +6 | 21 | 晉級歐國盃 決賽圈 |     | —   | 0–1 | 1–0 | 2–1 | 1–0 |
| 2    | 阿尔巴尼亚 | 8  | 4  | 2  | 2  | 10 | 5  | +5 | 14 | 晉級歐國盃 決賽圈 |     | 0–1 | —   | 1–1 | 0–2 | 2–1 |
| 3    | 丹麦       | 8  | 3  | 3  | 2  | 8  | 5  | +3 | 12 | 晉級附加賽        |     | 0–1 | 0–0 | —   | 2–0 | 2–1 |
| 4    | 塞爾維亞   | 8  | 2  | 1  | 5  | 8  | 13 | −5 | 4  |                   |     | 1–2 | 0–3 | 1–3 | —   | 2–0 |
| 5    | 亞美尼亞   | 8  | 0  | 2  | 6  | 5  | 14 | −9 | 2  |                   | 2–3 | 0–3 | 0–0 | 1–1 | —   |     |

1. 1 2 3  2014年10月14日塞爾維亞對阿爾巴尼亞的比賽中，在第41分鐘因為有人用遙控飛機懸掛有關科索沃問題的旗幟飛入場中，塞爾維亞球迷因此衝入球場襲擊阿爾巴尼亞球員，導致賽事被腰斬。最後塞爾維亞被判此場比賽以 0-3 敗陣，同時扣積分三分。

## 賽事
抽籤儀式於2014年2月23日在法國尼斯舉辦，並在當天由歐洲足球協會聯盟公布賽程。比賽時間以CET/CEST為主，當地時間則列在括號內。
| 2014年9月7日 18:00 （18:00 UTC+2） |

| 丹麦                 | 2–1  | 亞美尼亞 |
| -------------------- | ---- | -------- |
| - 霍伊别尔 65' - 80' | 報告 | - 50'    |

| 哥本哈根帕肯球场 觀眾人數：20,144 ：亞歷山德魯·都鐸（羅馬尼亞） |

| 2014年9月7日 20:45 （19:45 UTC+1） |

| 葡萄牙 | 0–1  | 阿尔巴尼亚   |
| ------ | ---- | ------------ |
|        | 報告 | - 巴拉伊 52' |

| 阿威羅阿威羅市政體育場 觀眾人數：23,205 ：鲁迪·布克（法國） |

| 2014年10月11日 18:00 （20:00 UTC+4） |

| 亞美尼亞 | 1–1  | 塞爾維亞 |
| -------- | ---- | -------- |
| - 73'    | 報告 | - Z. 89' |

| 葉里溫瓦茲根·薩爾基相共和黨體育場 觀眾人數：8,500 ：湯姆·哈拉德·哈根（挪威） |

| 2014年10月11日 20:45 （20:45 UTC+2） |

| 阿尔巴尼亚 | 1–1  | 丹麦       |
| ---------- | ---- | ---------- |
| - 38'      | 報告 | - 維比 81' |

| 愛爾巴桑愛爾巴桑體育場 觀眾人數：11,330 ：（匈牙利） |

| 2014年10月14日 20:45 （20:45 UTC+2） |

| 丹麦 | 0–1  | 葡萄牙         |
| ---- | ---- | -------------- |
|      | 報告 | - 羅納度 90+5' |

| 哥本哈根帕肯球场 觀眾人數：36,562 ：（德國） |

| 2014年10月14日 20:45 （20:45 UTC+2） |

| 塞爾維亞 | 0–3 裁定 | 阿尔巴尼亚 |
| -------- | -------- | ---------- |
|          | 報告     |            |

| 貝爾格勒柏迪遜球場 觀眾人數：25,200 ：馬田·艾堅遜（英格蘭） |

| 2014年11月14日 20:45 （19:45 UTC±0） |

| 葡萄牙       | 1–0  | 亞美尼亞 |
| ------------ | ---- | -------- |
| - 羅納度 72' | 報告 |          |

| 法魯/洛萊阿爾加夫球場 觀眾人數：20,000 ：阿納斯塔西·西迪羅坡洛斯（希臘） |

| 2014年11月14日 20:45 （20:45 UTC+1） |

| 塞爾維亞 | 1–3  | 丹麦             |
| -------- | ---- | ---------------- |
| - Z. 4'  | 報告 | - 60', 85' - 62' |

| 貝爾格勒柏迪遜球場 觀眾人數：0 ：（土耳其） |

| 2015年3月29日 18:00 （18:00 UTC+2） |

| 阿尔巴尼亚       | 2–1  | 亞美尼亞       |
| ---------------- | ---- | -------------- |
| - 77' - 加什 81' | 報告 | - 4'（乌龙球） |

| 愛爾巴桑愛爾巴桑體育場 觀眾人數：12,300 ：大衛·費爾南德斯·博爾巴蘭（西班牙） |

| 2015年3月29日 20:45 （19:45 UTC+1） |

| 葡萄牙      | 2–1  | 塞爾維亞 |
| ----------- | ---- | -------- |
| - 10' - 63' | 報告 | - 61'    |

| 里斯本盧斯球場 觀眾人數：58,430 ：詹盧卡·羅基（義大利） |

| 2015年6月13日 18:00 （20:00 UTC+4） |

| 亞美尼亞                  | 2–3  | 葡萄牙                     |
| ------------------------- | ---- | -------------------------- |
| - 皮澤利 14' - 姆卡揚 72' | 報告 | - 羅納度 29'（）, 55', 58' |

| 葉里溫瓦茲根·薩爾基相共和黨體育場 觀眾人數：14,527 ：塞爾吉·古米恩尼（比利時） |

| 2015年6月13日 20:45 （20:45 UTC+2） |

| 丹麦              | 2–0  | 塞爾維亞 |
| ----------------- | ---- | -------- |
| - Y. 13' - J. 87' | 報告 |          |

| 哥本哈根帕肯球场 觀眾人數：30,887 ：（荷蘭） |

| 2015年9月4日 20:45 （20:45 UTC+2） |

| 丹麦 | 0–0  | 阿尔巴尼亚 |
| ---- | ---- | ---------- |
|      | 報告 |            |

| 哥本哈根帕肯球场 觀眾人數：35,648 ：威利·科倫（蘇格蘭） |

| 2015年9月4日 20:45 （20:45 UTC+2） |

| 塞爾維亞                         | 2–0  | 亞美尼亞 |
| -------------------------------- | ---- | -------- |
| - 海拉佩特揚 22'（乌龙球） - 53' | 報告 |          |

| 諾威薩卡拉高基安體育場 觀眾人數：0 ：米羅斯拉夫·澤利卡（捷克） |

| 2015年9月7日 18:00 （20:00 UTC+4） |

| 亞美尼亞 | 0–0  | 丹麦 |
| -------- | ---- | ---- |
|          | 報告 |      |

| 葉里溫瓦茲根·薩爾基相共和黨體育場 觀眾人數：7,500 ：奧德華·莫恩（挪威） |

| 2015年9月7日 20:45 （(20:45 UTC+2） |

| 阿尔巴尼亚 | 0–1  | 葡萄牙  |
| ---------- | ---- | ------- |
|            | 報告 | - 90+2' |

| 愛爾巴桑愛爾巴桑體育場 觀眾人數：12,121 ：（瑞典） |

| 2015年10月8日 20:45 （20:45 UTC+2） |

| 阿尔巴尼亚 | 0–2  | 塞爾維亞        |
| ---------- | ---- | --------------- |
|            | 報告 | - 90+1' - 90+4' |

| 愛爾巴桑愛爾巴桑體育場 觀眾人數：12,330 ：（義大利） |

| 2015年10月8日 20:45 （19:45 UTC+1） |

| 葡萄牙 | 1–0  | 丹麦 |
| ------ | ---- | ---- |
| - 66'  | 報告 |      |

| 布拉加市政球場 觀眾人數：29,860 ：（英格蘭） |

| 2015年10月11日 18:00 （20:00 UTC+4） |

| 亞美尼亞 | 0–3  | 阿尔巴尼亚                                              |
| -------- | ---- | ------------------------------------------------------- |
|          | 報告 | - 霍夫哈尼斯揚 9'（乌龙球） - 吉姆斯蒂 23' - 薩迪庫 76' |

| 葉里溫瓦茲根·薩爾基相共和黨體育場 觀眾人數：4,700 ：西蒙·馬齊尼亞克（波蘭） |

| 2015年10月11日 18:00 （18:00 UTC+2） |

| 塞爾維亞 | 1–2  | 葡萄牙     |
| -------- | ---- | ---------- |
| - Z. 65' | 報告 | - 5' - 78' |

| 貝爾格勒柏迪遜球場 觀眾人數：7,485 ：大衛·費爾南德斯·博爾巴蘭（西班牙） |

## 射手榜

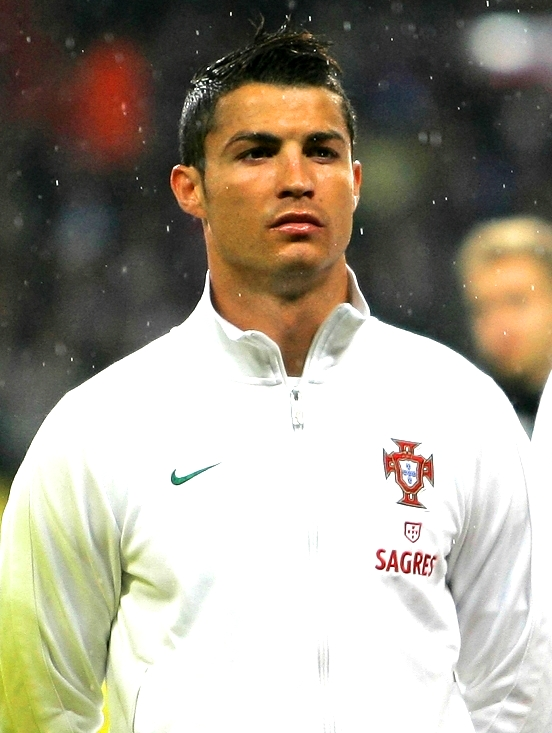
基斯坦奴·朗拿度在I組8場賽事內攻入5球，是外圍賽I組的神射手。

5球
3球
2球
1球
- 貝金姆·巴拉伊（英语：Bekim Balaj）
- 贝拉特·吉姆西蒂（英语：Berat Djimsiti）
- 謝克澤·加什（英语：Shkëlzen Gashi）
- 埃米爾·蘭傑尼
- 梅吉姆·
- 阿曼多·薩迪庫（英语：Armando Sadiku）
- 罗伯特·阿蘇曼揚
- 赫萊爾·姆卡揚（英语：Hrayr Mkoyan）
- 馬科斯·皮澤利（英语：Marcos Pizzelli）
- 皮埃尔·霍伊别尔
- 尤素夫·波爾森
- 拉斯·維比

烏龍球
- 梅吉姆·
- 列翁·海拉佩特揚（英语：Levon Hayrapetyan）
- 卡莫·霍夫哈尼斯揚（英语：Kamo Hovhannisyan）

## 紀律
針對球員受到下列紀律懲罰，將在下一場比賽自動禁賽一次：
- 獲得一張紅牌（嚴重違規時可能會延長禁賽場次）
- 在任三場不同比賽中各別獲得一張黃牌, 或是在第五場比賽後在任一場獲得一張黃牌（黃牌停賽的效應將延續至附加賽，但不會延續至決賽圈或任何其他未來的國際賽事）

在外圍賽期間，以下球員因違反紀律而被停賽：
| 隊伍       | 球員                  | 判罰記錄                                                                            | 停賽場次                     |
| ---------- | --------------------- | ----------------------------------------------------------------------------------- | ---------------------------- |
| 阿尔巴尼亚 | 安西·                 | 對塞爾維亞（2014年10月14日） · 對丹麥（2015年9月4日） · 對塞爾維亞（2015年10月8日） | 對亞美尼亞（2015年10月11日） |
| 亞美尼亞   | 霍夫漢涅斯·哈姆巴祖揚 | 對阿爾巴尼亞（2015年3月29日）                                                       | 對葡萄牙（2015年6月13日）    |
| 葡萄牙     |                       | 對亞美尼亞（2015年6月13日）                                                         | 對阿爾巴尼亞（2015年9月7日） |

葡萄牙總教練費爾南多·桑托斯先前在執教希臘國家足球隊時，因在2014年國際足總世界盃16強賽對哥斯大黎加時辱罵裁判，被國際足總以違背運動家精神為由禁賽8場。這將導致桑托斯在資格賽期間都無法上場執教，該禁令在上訴至國際體育仲裁院時曾一度暫緩，直至最終結果出爐才預定執行。2015年3月23日，國際體育仲裁院裁定桑托斯的禁賽場次減少到4場比賽，其中2場在前6個月緩刑期已執行，應此他在資格賽期間仍會錯過2015年3月29日的葡萄牙對塞爾維亞，以及2015年6月13日對亞美尼亞的比賽。

## 附註
1. ↑  僅2014年11月14日的賽事以CET（UTC+1）為基準，其餘比賽皆以CEST（UTC+2）為基準。
2. 1 2 3 4  由於阿爾巴尼亞位於地拉那的場館克馬爾·斯塔法國家體育場正在改裝，因此將主場轉移至愛爾巴桑愛爾巴桑體育場。[12]
3. ↑  由於本場賽事在上半場快結束前發生大規模球迷騷動事件，阿爾巴尼亞的球員在半場結束下場後拒絕在下半場上場比賽，迫使2隊比分在0-0狀態下提前結束比賽。儘管阿爾巴尼亞在這場比賽中棄權，但歐洲足球協會聯盟事後以塞爾維亞球迷干涉比賽，裁定阿爾巴尼亞以3–0取勝。2隊的足球協會事後都被裁罰10萬歐元罰款，塞爾維亞除額外扣除3分積分外，接下來2場賽事還必須閉門舉行。[15]塞爾維亞與阿爾巴尼亞足球協會事後都希望重新審議這一決定[16][17]，但歐洲足球協會聯盟在收到上訴後仍維持原判決。[18]兩協會隨後向國際體育仲裁院進一步提出上訴[19]，國際體育仲裁院於2015年7月10日宣布駁回塞爾維亞足球協會的上訴，並部份維護阿爾巴尼亞足球協會的權益，這包括塞爾維亞在這場比賽以0-3落敗，並且必須額外扣除3分積分。[20]塞爾維亞足球協會不認同這項裁定，宣佈將上訴至瑞士聯邦最高法院。[21]
4. 1 2  在2014年10月14日塞爾維亞對阿爾巴尼亞比賽因騷動而停賽後，塞爾維亞接下來2場賽事皆閉門舉行。[15]

## 外部連結
- UEFA Euro 2016 qualifying round Group I（页面存档备份，存于）